# Hunger Games - Il canto della rivolta - Parte 2
Hunger Games - Il canto della rivolta - Parte 2 (The Hunger Games: Mockingjay - Part 2) è un film del 2015 diretto da Francis Lawrence.
La pellicola è la seconda parte dell'adattamento cinematografico dell'omonimo romanzo di fantascienza scritto da Suzanne Collins, sequel di Hunger Games - Il canto della rivolta - Parte 1 (2014) è ambientato in un futuro distopico postapocalittico ed è il quarto film del franchise di Hunger Games.
Le riprese dei due film sono state effettuate contemporaneamente, costituisce l'ultima opera cinematografica della serie Hunger Games ed è l'unica ad essere stata distribuita ampiamente a livello internazionale nel formato 3D: è uscita negli Stati Uniti il 20 novembre 2015 (esclusivamente in 2D e IMAX) e il 19 novembre 2015 nelle sale italiane e di altri stati nelle versioni 2D, Digital 3D, RealD 3D e IMAX 3D.

## Trama
La nazione di Panem è in guerra. Tutti i distretti sono ormai uniti nella rivolta contro Capitol City, guidata da Katniss Everdeen, che continua a vestire i panni della ghiandaia imitatrice e quindi a impersonare il simbolo della rivoluzione stessa. Nel frattempo Peeta è ancora sotto shock a causa del depistaggio cerebrale causatogli dal Presidente Snow mentre era prigioniero a Capitol City e i suoi sentimenti di odio verso Katniss sono ancora presenti, benché lentamente comincino a svanire. L'unico distretto ancora fedele a Snow è il Distretto 2, oltre ad essere anche il deposito dell'arsenale di Capitol City. Per non perdere neanche un'arma i ribelli, su suggerimento di Gale, decidono di spaventarli seppellendoli sotto a dalle valanghe di roccia causate dai bombardamenti sulle montagne circostanti da parte degli aerei del Distretto 13; alcuni civili riusciti a sopravvivere si arrendono e vengono portati davanti a Katniss per convincerli ad unirsi alla rivolta. Uno di loro, però, spara alla ragazza, che viene così considerata morta da Snow. In realtà Katniss indossava una tuta protettiva a prova di proiettile ed è viva.
Ripresasi dal colpo e più determinata che mai ad uccidere Snow parte alla volta di Capitol City insieme ad un'unità speciale (denominata "Star Squad"), composta, tra gli altri, da Gale, Finnick, Peeta, Cressida, le gemelle Leeg, Mitchell, Pollux e suo fratello Castor, il comandante Boggs e il vicecomandante Jackson. La città è però protetta da moltissime postazioni armate nascoste nelle strade e negli edifici, in alcune delle quali rimangono uccise Mitchell (a causa di uno scatto di Peeta, dovuto al suo depistaggio), le gemelle Leeg e il comandante Boggs, che rivela a Katniss che in principio il piano della presidente Alma Coin era quello di salvare Peeta dall'arena degli Hunger Games (non Katniss, poiché temeva di non poterla controllare) e che la donna si augura la morte di Katniss, dal momento che solo ciò le permetterebbe con certezza di diventare presidente senza che Katniss le si opponga; inoltre la sua morte sul campo di battaglia infiammerebbe ulteriormente la rivolta. Subito dopo la morte di Boogs, il gruppo deve rifugiarsi in un edificio, che abbandona poco prima dell'arrivo delle truppe di Capitol City. Queste ultime demoliscono il palazzo, e Katniss viene ancora una volta creduta morta.
Il gruppo approfitta allora della situazione e decide quindi di proseguire il suo cammino verso il palazzo presidenziale. Una telecamera riprende l'immagine di Katniss ancora viva; vengono quindi inviati degli ibridi: nell'attacco rimangono uccisi Castor, il vicecomandante Jackson e Finnick. Alla fine, Katniss lancia un esplosivo (il dispositivo olografico in grado di visualizzare la mappa di Capitol City) verso gli ibridi, annientandoli tutti. Negli stessi momenti Snow, sempre più consapevole dell'imminente arrivo dei ribelli, annuncia via etere l'ordine ai cittadini di Capitol di abbandonare le periferie e di dirigersi verso il palazzo presidenziale per essere accolti al sicuro; la folla obbedisce agli ordini, ma una volta presentatasi davanti ai cancelli della dimora di Snow, viene bombardata da un aereo con il simbolo di Capitol City stessa. Nella strage, in cui restano uccisi molti bambini di Capitol City, rimane vittima anche la sorella di Katniss, Prim, presente a Capitol come volontario medico.
Snow, accusato del massacro verso la sua gente, viene catturato e condannato a morte. Nel palazzo presidenziale, l'anziano dittatore incontra fugacemente Katniss: l'ormai ex presidente spiega alla ragazza che l'aereo che ha sganciato gli ordigni esplosivi sui civili non apparteneva a Capitol City, ma era stato inviato dalla Coin per far sì che i pacificatori, gli uomini di Snow e il popolo di Capitol City si rivoltassero contro di lui a causa della morte dei loro figli, e che quindi anche la morte di Prim è stata colpa della Coin. Snow, infatti, afferma di non essersi mai fatto alcun problema ad uccidere innocenti, ma di aver sempre avuto uno specifico motivo e che uccidere i figli della gente di Capitol City non gli avrebbe dato alcun vantaggio, anche perché, poco prima del bombardamento, era ormai in procinto di comunicare ufficialmente la resa.
Snow fa capire a Katniss che la Coin ha approfittato del loro odio reciproco perché pensassero a distruggersi a vicenda, dando modo a lei di salire al potere. E proprio ella, che nel frattempo si è autoproclamata Presidente ad interim di Panem senza elezioni democratiche, convoca una riunione con i sette vincitori ancora vivi (Katniss, Peeta, Haymitch, Johanna, Annie, Beetee ed Enobaria), nella quale propone di tenere un'ultima edizione speciale degli Hunger Games, a cui far partecipare i fanciulli di Capitol City. Katniss si rende allora conto che l'unico scopo della Coin è sempre stato quello di prendere il posto di Snow e non quello di liberare Panem dalla dittatura. Nella votazione sulla proposta Peeta, Annie e Beetee si oppongono, mentre Katniss, Johanna ed Enobaria si dichiarano favorevoli. Con Haymitch come ago della bilancia, quest'ultimo accetta, affermando di schierarsi sempre al fianco di Katniss.
Katniss si offre quindi volontaria per giustiziare Snow: il giorno della condanna, l'ex presidente viene posto al centro della piazza e legato ad un palo. Katniss, seguita dall'intera città, si dirige nella sua direzione e, dopo un breve discorso della Coin, già trasformatasi in una vera e propria dittatrice, si prepara a scoccare la freccia nel petto di Snow. Poco prima del fatidico istante la ragazza cambia mira, colpendo il petto di Coin, che muore sul colpo. Snow, ridendo maniacalmente per la morte della donna che voleva usurparlo, viene comunque ucciso dalla sommossa della folla inferocita, e Katniss viene arrestata, senza riuscire ad uccidersi con una pillola contenente il veleno "morso della notte", perché Peeta gliela sottrae poco prima.
Con i due presidenti giustiziati Panem può conoscere finalmente la pace. La comandante Paylor, a capo del Distretto 8, viene eletta nuova presidente della nazione; Annie partorisce il figlio suo e del defunto marito Finnick; Gale viene nominato capitano del Distretto 2 e non vedrà più Katniss, la quale non riesce a perdonargli il fatto di aver progettato le bombe che hanno ucciso Prim (anche se egli non avrebbe mai immaginato che sarebbero state utilizzate così); Katniss ritorna alla sua abitazione del Distretto 12.
Passano molti mesi e Katniss fatica a superare la morte della sorella Prim, fino a quando non troverà Peeta a piantare delle primule (i fiori con lo stesso nome della sorella minore) nel suo giardino e ricomincerà a trovare la speranza. I due vivono insieme e, finalmente, Katniss confessa a Peeta di amarlo. Tramite un salto in avanti nel futuro si scopre che i due hanno avuto due bambini, un maschio e una femmina.

## Personaggi
Rispetto ai precedenti Hunger Games, Hunger Games - La ragazza di fuoco e Hunger Games - Il canto della rivolta - Parte 1, sono stati aggiunti i seguenti personaggi:
- Comandante Lyme, interpretata da Gwendoline Christie: è stata una vincitrice di un'edizione degli Hunger Games proveniente dal Distretto 2. Guida i ribelli del Distretto 2 per prendere l'Osso, una montagna che contiene le munizioni di Capitol City.
- Leeg 1 e Leeg 2, interpretate dalle sorelle gemelle Misty Ormiston e Kim Ormiston: sono due sorelle nate nel Distretto 13. Vengono inserite della squadra di Katniss per assisterla nella missione finale.
- Mitchell, Jackson e Homes, interpretati rispettivamente da Joe Chrest, Michelle Forbes e Omid Abtahi: fanno anch'essi parte della "Star Squad" di Katniss.
- Tigris, interpretata da Eugenie Bondurant: è una ex-stilista degli Hunger Games che lavora in un piccolo negozio specializzato in biancheria di pelliccia. La sua faccia è stata modificata chirurgicamente per farla sembrare una maschera felina. Aiuta a nascondere Katniss e gli altri dalle truppe di Snow.

## Produzione

### Regia
La Lionsgate annunciò il 10 luglio 2012 che il romanzo Il canto della rivolta sarebbe stato diviso in due parti. Molti registi furono presi in considerazione, tra cui Rian Johnson, Francis Lawrence e Alfonso Cuarón. Il 1º novembre 2012 lo stesso Francis Lawrence, già regista in Hunger Games: La ragazza di fuoco, annunciò di tornare a dirigere entrambe le parti finali della serie.

### Riprese
Le riprese iniziarono il 23 settembre 2013 ad Atlanta e terminarono il 20 giugno 2014 a Berlino. La lavorazione del film ha previsto anche due settimane di riprese a Parigi.
Il 21 giugno 2014, la stessa produttrice Nina Jacobson, nelle prime ore del mattino annunciò con un tweet la fine delle riprese. Durante il weekend della prima settimana di giugno 2015, il cast e la produzione si sono riuniti ad Atlanta per girare la scena finale. La parte 2 è stata girata in contemporanea alla parte 1 ed è stato speso un budget di circa 250 milioni di dollari (condiviso con la prima parte).
Philip Seymour Hoffman, che interpreta Plutarch Heavensbee, è morto il 2 febbraio 2014 a New York. Al momento della sua morte non erano ancora state girate alcune scene della Parte 2 de Il canto della rivolta. Inizialmente venne annunciato che Hoffman sarebbe stato ricreato digitalmente in una scena essenziale per il film, ma nel novembre del 2014 Francis Lawrence rivelò che non c'era l'intenzione di falsare una scena dell'attore e che aveva deciso di riscrivere le rimanenti scene di Hoffman, modificandole e assegnando i dialoghi ad altri personaggi, tra cui Haymitch.

## Distribuzione
Il primo teaser trailer Join The Revolution è stato distribuito il 9 giugno 2015 sul canale YouTube ufficiale di The Hunger Games. È stato diffuso a livello mondiale sia nella versione americana che in quella italiana. Il trailer ufficiale We March Together è stato pubblicato il 23 luglio 2015 alle ore 17.00 sul canale Facebook ufficiale Mockingjay, ed è stato distribuito nello stesso giorno anche nella versione italiana. A settembre è uscito un secondo trailer ufficiale intitolato Per Prim, mentre nel mese di ottobre è stata rilasciata la prima clip ufficiale Star Squad e il trailer finale Welcome To The 76th Hunger Games.
La première mondiale del film si è tenuta il 4 novembre 2015 in Germania, a Berlino. La pellicola in formato 2D e IMAX è stata distribuita nelle sale cinematografiche statunitensi a partire dal 20 novembre 2015. La scelta di mantenere il solo formato 2D nella patria statunitense piace al regista Francis Lawrence, il quale - pur amando il formato 3D - sostiene che il 2D resta il migliore formato al mondo. Ciononostante, in Cina e nel resto del mondo il film è stato trasmesso anche nel formato 3D; in particolare in Italia è stato distribuito il 19 novembre 2015. È il primo film della Lionsgate ad essere uscito anche nel formato Dolby Vision nei Dolby Digital Cinema. Inoltre, è il film della Lionsgate più diffuso al mondo, in 86 stati e in 4175 cinema nei soli Stati Uniti d'America e Canada.

## Accoglienza

### Incassi
Il film, essendo una Parte 2 e quindi un finale di saga, non ha del tutto soddisfatto le aspettative iniziali in termini di guadagno, ottenendo incassi minori anche rispetto al suo predecessore Hunger Games: Il canto della rivolta - Parte 1.
Paragoni a parte, la pellicola, costata $160.000.000 (budget più alto della trilogia), ha avuto comunque un grande successo al botteghino americano incassando $281.723.902 negli Stati Uniti, diventando così il settimo film più visto del 2015. Nel resto del mondo invece, gli incassi sono stati di $371.231.468. Con un totale mondiale di $652.955.370 è il film che, nell'intera saga, ha incassato meno.

### Critica
Il film è stato accolto positivamente da parte della critica, sono state lodate le sequenze d'azione e le interpretazioni di Jennifer Lawrence, Josh Hutcherson e Julianne Moore. Sul sito Rotten Tomatoes il film è stato accolto con il 70% di recensioni positive su 235 recensioni.

## Riconoscimenti
- 2016 - MTV Movie Awards[19]
  - Miglior eroe a Jennifer Lawrence
  - Candidatura per la migliore performance d'azione a Jennifer Lawrence
  - Candidatura per il miglior cast